# Grodzisk (gemeente)
De gemeente Grodzisk is een landgemeente in het Poolse woiwodschap Podlachië, in powiat Siemiatycki.
De zetel van de gemeente is in Grodzisk.
Op 30 juni 2004 telde de gemeente 4690 inwoners.

## Oppervlakte gegevens
In 2002 bedroeg de totale oppervlakte van gemeente Grodzisk 203,21 km², waarvan:
- agrarisch gebied: 65%
- bossen: 29%

De gemeente beslaat 13,92% van de totale oppervlakte van de powiat.

## Demografie
Stand op 30 juni 2004:
| Omschrijving                   | Totaal | Totaal | Vrouwen | Vrouwen | Mannen | Mannen |
| ------------------------------ | ------ | ------ | ------- | ------- | ------ | ------ |
| eenheid                        | aantal | %      | aantal  | %       | aantal | %      |
| inwoners                       | 4690   | 100    | 2289    | 48,8    | 2401   | 51,2   |
| bevolkingsdichtheid (inw./km²) | 23,1   | 23,1   | 11,3    | 11,3    | 11,8   | 11,8   |

In 2002 bedroeg het gemiddelde inkomen per inwoner 1241,98 zł.

## Plaatsen
Aleksandrowo, Biszewo, Bogusze-Litewka, Czaje, Czarna Cerkiewna, Czarna Średnia, Czarna Wielka, Dobrogoszcz, Dołubowo-Wyręby, Drochlin, Grodzisk, Jaszczołty, Kamianki, Koryciny, Kosianka Leśna, Kosianka-Boruty, Kosianka-Trojanówka, Kozłowo, Krakówki-Dąbki, Krakówki-Włodki, Krakówki-Zdzichy, Krynki-Białokunki, Krynki Borowe, Krynki-Jarki, Krynki-Miklasy, Krynki-Sobole, Lubowicze, Makarki, Małyszczyn, Mierzynówka, Morze, Niewiarowo-Przybki, Niewiarowo-Sochy, Nowe Sypnie, Porzeziny-Giętki, Porzeziny-Mendle, Rybałty, Siemiony, Stadniki, Stara Kosianka, Stare Bogusze, Stare Sypnie, Targowisk, Żale, Żery Bystre, Żery-Czubiki, Żery-Pilaki.

## Aangrenzende gemeenten
Brańsk, Ciechanowiec, Drohiczyn, Dziadkowice, Perlejewo, Rudka, Siemiatycze